# اورینت ایرویز
اورینت ایرویز ({{lang-ur|اورینٹ ایَیر ویز لمیٹڈ) شرکت هواپیمایی پاکستانی است، که در سال ۱۹۴۷ توسط خانواده اصفهانی تأسیس شد و در سال ۱۹۵۵ با هواپیمایی بین‌المللی پاکستان ادغام گردید.